# Övre Hurr
Övre Hurr är en sjö i Årjängs kommun i Värmland och ingår i Göta älvs huvudavrinningsområde. Sjön är 20,5 meter djup, har en yta på 0,455 kvadratkilometer och befinner sig 161,8 meter över havet. Sjön avvattnas av vattendraget Mellanälven. Vid provfiske har bland annat abborre, gers, gädda och mört fångats i sjön.

## Delavrinningsområde
Övre Hurr ingår i det delavrinningsområde (661389-126891) som SMHI kallar för Utloppet av Övre Hurr. Medelhöjden är 233 meter över havet och ytan är 28,24 kvadratkilometer. Det finns inga avrinningsområden uppströms utan avrinningsområdet är högsta punkten. Mellanälven som avvattnar avrinningsområdet har biflödesordning 3, vilket innebär att vattnet flödar genom totalt 3 vattendrag innan det når havet efter 273 kilometer. Avrinningsområdet består mestadels av skog (87 procent). Avrinningsområdet har 1,62 kvadratkilometer vattenytor vilket ger det en sjöprocent på 5,7 procent.

## Fisk
Vid provfiske har följande fisk fångats i sjön:
- Abborre
- Gärs
- Gädda
- Mört
- Siklöja